# Dimitrije Dimitrijević
Dimitrije Dimitrijević (né en 1903 et mort en 1984) était un footballeur bosniaque-herzégovinien qui a joué entre les deux guerres mondiales. Il était l'un des fondateurs d'un club nommé Željezničar et le premier buteurs ayant marqué un but en match dans ce club.

## Biographie
Comme tous les autres fondateurs du FK Željezničar, il travaillait comme cheminot à Sarajevo. C'est lui qui a eu l'idée de créer un club de football afin de s'amuser entre collègues en 1921. Cette idée a été acceptée avec joie par ses collègues de travail. Le FK Željezničar a disputé son premier match le 17 septembre 1921. contre le SAŠK Sarajevo. Malgré une défaite 5-1, ce match a marqué le début de l'ascension du club qui allait devenir plus tard très populaire. Dimitrije Dimitrijević a marqué le but du FK Željezničar lors de ce match.

### Vie personnelle
Il était conducteur d'un train à vapeur reliant Sarajevo à Višegrad. Il avait 5 frères. Sa mère Efrosina et son père Kostas étaient d'origine grecque. Il est né dans la rue Koševo. Sa mère venait d'une famille appelée Makridis d'Athènes, et son père a changé de nom lors de son émigration, mais on pense que son nom de famille était Voskos et qu'ils étaient originaires de la mer Noire. Ses deux seules descendantes sont Efrosina et Dunja, ses filles, dont cette dernière est actuellement professeur à l'académie de musique de Sarajevo.

### Mort
Il meurt en 1984 et est enterré au cimetière de la ville de Bare.